# راسوی کلمبیا
راسوی کلمبیا (نام علمی: Mustela felipei) نام یک گونه از سرده راسو است.